# Комуро, Нодзоми
Нодзоми Комуро (яп. 小室 希; род. 29 мая 1985, Мурата, Мияги) — японская скелетонистка, выступающая за сборную Японии с 2005 года. Участница двух зимних Олимпийских игр, неоднократная призёрша национального первенства.

## Биография
Нодзоми Комуро родилась 29 мая 1985 года в посёлке Мурата, префектура Мияги. Активно заниматься скелетоном начала в возрасте девятнадцати лет, в 2005 году прошла отбор в национальную сборную и стала принимать участие в различных международных соревнованиях. На взрослом Кубке мира дебютировала в конце 2006 года, показав лучший результат на домашней трассе в Нагано — девятое время. Также впервые поучаствовала в заездах взрослого чемпионата мира, на трассе швейцарского Санкт-Морица пришла к финишу двадцатой. Окончила сезон с золотой медалью национального первенства. На чемпионате мира 2009 года в американском Лейк-Плэсиде была двенадцатой, а после завершения всех кубковых этапов расположилась в мировом рейтинге сильнейших скелетонисток на двадцать первой строке.
Благодаря череде удачных выступлений Комуро удостоилась права защищать честь страны на зимних Олимпийских играх 2010 года в Ванкувере, успешно прошла квалификацию, однако в итоге была дисквалифицирована за несоответствие саней регламенту Международной федерации бобслея и тобоггана. На мировом первенстве 2011 года в немецком Кёнигсзее заняла восемнадцатое место, через год на соревнованиях в Лейк-Плэсиде была уже пятнадцатой, при этом в общем зачёте Кубков мира поднималась до десятой и семнадцатой позиций соответственно.
В 2014 году Комуро побывала на Олимпийских играх в Сочи, где финишировала девятнадцатой.